# Magazia, Bacău
Magazia este un sat în comuna Răchitoasa din județul Bacău, Moldova, România.